# ريتش موراليس
ريتش موراليس (بالإنجليزية: Rich Morales)‏ هو لاعب كرة قاعدة أمريكي، ولد في 20 سبتمبر 1943 في سان فرانسيسكو في الولايات المتحدة.

## وصلات خارجية
- ريتش موراليس على موقعبيزبول رفرنس.كوم (الدوري الرئيسي) (الإنجليزية)